# Chalara spiralis
Chalara spiralis är en svampart som beskrevs av Nag Raj & W.B. Kendr. 1975. Chalara spiralis ingår i släktet Chalara, divisionen sporsäcksvampar och riket svampar.   Inga underarter finns listade i Catalogue of Life.